# Hesperus Tholus
L'Hesperus Tholus è una struttura geologica della superficie di Titano.